# Wildetaube
Wildetaube este o comună din landul Turingia, Germania.